# ریچوود (تگزاس)
ریچوود، تگزاس (به انگلیسی: Richwood, Texas) یک شهر در ایالات متحده آمریکا با جمعیت ۳٬۰۱۲ نفر است که در تگزاس واقع شده‌است.

## موقعیت جغرافیایی
موقعیت جغرافیایی شهرها و مناطق اطراف به شرح زیر است: